# 新不來梅 (紐約州)
新不來梅（英語：New Bremen）是一個位於美國紐約州劉易斯縣的鎮。

## 人口
根據2020年美國人口普查的數據，新不來梅的面積為144.49平方千米，當中陸地面積為143.97平方千米，而水域面積為0.52平方千米。當地共有人口2785人，而人口密度為每平方千米19人。